# Firmo Camurça
José Firmo Camurça Neto, nome completo de Firmo Camurça (Maracanaú-CE, 1 de março de 1964) é um advogado e ex-prefeito de Maracanaú.

## Carreira
Firmo iniciou sua carreira na política em 1988, sendo vereador de sua cidade natal, sendo reeleito três vezes para o mesmo cargo, assim até 2000 firmo ficou na presidência da Câmara Municipal de Maracanaú.
Em 2004, concorreu as eleições municipais como vice de Roberto Pessoa. Em 2006, foi deputado estadual representando o município na Assembleia Legislativa do Ceará. Em 2008, foi novamente eleito como vice-prefeito de Roberto Pessoa. Nas eleições de 2012, se tornou prefeito de Maracanaú e conseguiu ser reeleito em 2016.
Nas eleições em que concorreu ao cargo de prefeito, sempre esteve oscilando na casa dos 60% a 70% dos votos. Em 2012, conseguiu mais de 73% contra o ex-prefeito e ex-deputado estadual Júlio César Costa Lima (PSD) que teve 24,55%. Em 2016, conseguiu 72,10% na disputa com o deputado estadual Julinho (PDT), filho do então ex-prefeito de Maracanaú, que teve apenas 27,9%.
| Disputa da Prefeitura em 2012    | Disputa da Prefeitura em 2012 | Disputa da Prefeitura em 2016                | Disputa da Prefeitura em 2016 | [ 4 ] |
| Firmo Camurça (PR)               | 73%                           | Firmo Camurça (PR)                           | 72,10%                        | [ 4 ] |
| Júlio César Costa Lima (PSD)     | 24%                           | Julinho - Júlio César Costa Lima Filho (PDT) | 27,90%                        | [ 4 ] |
| Sérgio Sobreira de Morais (PRTB) | 1,6%                          |                                              |                               | [ 4 ] |
| Ciro Augusto Mota Matias (PSol)  | 0,74%                         |                                              |                               | [ 4 ] |

Em 23 de junho de 2014 recebeu o prêmio ODM Brasil (Prêmio Objetivo e Desenvolvimento do Milênio), premiação organizada pela ONU. Firmo recebeu esse prêmio em homenagem da Rede de Segurança Alimentar, projeto  que oferece anualmente 114 mil refeições por R$ 1,00.
Firmo tem patrimônio avaliado em 114 mil reais. Já foi filiado ao Partido dos Trabalhadores, ao Partido Socialista Brasileiro e ao Partido da República. É advogado formado pela UNIFOR.
No dia 05 de abril de 2018, se filiou ao Partido da Social Democracia Brasileira (PSDB), acompanhando o ex-prefeito de Maracanaú, Roberto Pessoa, e o ex-governador Lúcio Alcântara.